# San Lorenzo, San Buenaventura
San Lorenzo är en ort i Mexiko.   Den ligger i kommunen San Buenaventura och delstaten Coahuila, i den centrala delen av landet, 900 km norr om huvudstaden Mexico City. San Lorenzo ligger 648 meter över havet och antalet invånare är 109.
Terrängen runt San Lorenzo är platt åt sydost, men åt nordväst är den kuperad. Runt San Lorenzo är det mycket glesbefolkat, med 2 invånare per kvadratkilometer. Närmaste större samhälle är San Antonio de las Higueras, 7,8 km norr om San Lorenzo. Omgivningarna runt San Lorenzo är i huvudsak ett öppet busklandskap.